# Parachaetocladius retezat
Parachaetocladius retezat är en tvåvingeart som beskrevs av Albu 1972. Parachaetocladius retezat ingår i släktet Parachaetocladius och familjen fjädermyggor. Inga underarter finns listade i Catalogue of Life.